# 西夫瓦亞 (亞利桑那州)
西夫瓦亞（英語：Sif Vaya）是位於美國亞利桑那州皮納爾縣的一個非建制地區。該地的面積和人口皆未知。

## 地理
西夫瓦亞的座標為32°37′05″N 112°06′52″W / 32.61806°N 112.11444°W，而該地的平均海拔高度為599米（即1965英尺）。